# Lully (Vaud)
Lully is een gemeente en plaats in het Zwitserse kanton Vaud, en maakt deel uit van het district Morges.
Lully telt 733 inwoners.

## Geboren
- Franz Mayor de Montricher (1810-1858), Zwitsers-Frans ingenieur